# 데이비드 패러거트
데이비드 글래스고 패러거트(영어: David Glasgow Farragut, 1801년 7월 5일 ~ 1870년 8월 14일)는 남북 전쟁 당시 미국 해군의 기함 장교였다. 그는 미국 해군 최초의 해군 소장, 부제독, 제독이었다. 그는 미국 해군의 전통에서 "빌어먹을 어뢰, 전속력으로 전진하라"로 보통 비유되는 모빌만 전투에서 그의 명령으로 기억된다.
테네시주 녹스빌 근처에서 태어난 패러거트는 해군 장교 데이비드 포터에 의해 양육되었다. 패러거트는 11살 때 양아버지의 지휘 아래 1812년 전쟁에 참전했다. 그는 1823년 22세의 나이로 첫 지휘를 받았고, 카리브해에서 해적 퇴치 작전에 참여했다. 그 후 그는 매슈 캘브레이드 페리의 지휘하에 멕시코-미국 전쟁에 참전하여 턱스판 봉쇄에 참여했다. 전쟁이 끝난 후 그는 태평양에 세워진 최초의 미 해군기지였던 마레 아일랜드 해군기지(현 마레 아일랜드 해군조선소)의 건설을 감독했다.
남북 전쟁 이전에 버지니아주 노퍽에 살았음에도 불구하고, 그는 남부연합주의자였고 남북 전쟁이 발발한 후에도 연방에 충성을 유지했다. 패러거트의 충성심에 대한 의심에도 불구하고, 패러거트는 남부 연합의 중요한 항구 도시인 뉴올리언스에 대한 공격 지휘권을 부여받았다. 잭슨 요새와 세인트 필립 요새 전투에서 남군을 격파한 후, 패러거트는 1862년 4월 뉴올리언스를 점령했다. 그는 전투 후 해군 소장으로 진급했고, 미시시피강을 따라 북군의 통제권을 확장하는 데 도움을 주었고, 허드슨 항 포위전에 참여했다. 북군이 미시시피강을 장악하면서 패러거트는 멕시코만에 있는 남군의 마지막 주요 항구인 모빌만 공격을 성공적으로 이끌었다. 패러거트는 남북 전쟁이 끝난 후 제독으로 진급했고, 1870년 사망할 때까지 현역으로 남아있었다.

## 경력
패러거트의 해군 경력은 그가 9살이었을 때 중위로 시작하여 69세의 나이로 사망할 때까지 60년 동안 지속되었다. 이것은 몇몇 전쟁에서 복무하는 것을 포함했고, 특히 그가 몇몇 결정적인 해전에서 승리한 것으로 명성을 얻은 미국 남북 전쟁 동안에 그러했다.

## 사망
패러거트는 1870년 늦여름 휴가 중 69세의 나이로 뉴햄프셔주 포츠머스에서 사망했다. 그는 해군에서 거의 60년을 복무했었다. 그는 뉴욕시 브롱크스에 있는 우드론 묘지에 묻혔다. 그의 묘지는 우드론 묘지와 마찬가지로 미국 국립사적지에 등재되어 있다.